# Cucuiș, Hunedoara
Cucuiș este un sat în comuna Beriu din județul Hunedoara, Transilvania, România.